# Antonietta Raphaël
Antonietta Raphaël (* 1895 in Kaunas, Russisches Kaiserreich; gestorben 5. September 1975 in Rom, Italien) war eine italienische Bildhauerin und Malerin jüdischer Herkunft. Zusammen mit ihrem Mann Mario Mafai begründete sie die Scuola Romana („Römische Schule“). Ihre Kunst war gekennzeichnet durch eine umfassende anti-akademische Überzeugung. Ihr Hauptwerk nach dem Zweiten Weltkrieg bestand aus Skulpturen. Vor allem die zarte und lebendige Leiblichkeit, die Werke wie Miriam dormiente (Sleeping Miriam) und Nemesis ausdrücken, wurde von ihren Kritikern hervorgehoben.

## Leben
Raphaël war die Tochter eines Rabbiners. Nachdem ihr Vater verstorben war, zog sie mit der Mutter nach London, wo sie häufig das British Museum besuchte und Bekanntschaft mit Jacob Epstein und Ossip Zadkine machte. Durch Zadkine kam sie in Berührung mit dem Expressionismus. Sie konzentrierte sich zu dieser Zeit jedoch auf das Klavierspiel. Sie machte einen Abschluss an der Royal Academy of Music und unterrichtete Solfège im East End.
Ihre Mutter verstarb 1919 und sie zog nach Paris und dann 1924 nach Rom. 1925 besuchte sie die Accademia di Belle Arti di Roma und freundete sich mit Mario Mafai an. Sie begannen eine langandauernde Beziehung, aus der drei Töchter hervorgingen: Miriam (* 1926), Journalistin und Partnerin von Giancarlo Pajetta; Simona (* 1928), Senatorin des Senato della Repubblica und Schriftstellerin; sowie Giulia (* 1930), Bühnenbildnerin und Kostümdesignerin.
1927 zogen Raphaël und Mafai in ein Apartment in der Via Cavour in Rom. Ihre Wohnung entwickelte sich schnell zu einem Treffpunkt für Künstler,  wie zum Beispiel Giuseppe Ungaretti, Leonardo Sinisgalli,  Scipione, Renato Marino Mazzacurati und Corrado Cagli. Dort entstand die Scuola Romana.
Im April 1929 nahm Raphaël im Palazzo delle Esposizioni in Rom an der Ersten faschistischen Gewerkschaftsausstellung von Lazio (Sindacale del Lazio) teil, bei der sie durch den Kunsthistoriker Roberto Longhi unterstützt wurde. 1930 ging sie mit Mafai nach Paris, wo sie begann, sich auf Skulpturen zu konzentrieren. 1932 war sie zurück in London und traf Jacob Epstein erneut. Danach zog sie endgültig nach Rom und begann ihr Meisterwerk Fuga da Sodoma (Flucht aus Sodom), das sie als Gast im Studio von Ettore Colla schuf. Zwischen 1936 und 1938 stellte sie bei weiteren Gewerkschaftsausstellungen aus. Ihre plastischen Formen weisen in dieser Zeit keinerlei Einflüsse der italienischen Skulptur-Bewegung dieser Zeit auf. Es lassen sich vielmehr Einflüsse von Emile-Antoine Bourdelle erkennen. Als im Faschismus die Italienischen Rassengesetze eingeführt wurden, flüchtete Raphaël mit ihrer Familie nach Genua. Die Familie wurde unterstützt und versteckt von dem Kunstsammler Emilio Jesi und dem Philanthropen Alberto Della Ragione.
Während des Zweiten Weltkrieges hielt sich Raphaël zunächst mit ihrer Tochter Giulia in Rom auf, ging dann aber zum Arbeiten zurück nach Genua, wo sie sich mit einer Gruppe älterer Bildhauer aufhielt, die jedoch einen anderen Stil pflegten. Zu dieser Gruppe gehörten Edoardo Alfieri, Nanni Servettaz, Raimondi, Camillo Maine, Lorenzo Garaventa, Sandro Cherchi, Agenore Fabbri, Roberto Bertagnin (Schwager von Arturo Martini) und Luigi Navone.
1948 stellte Raphaël bei der Biennale di Venezia aus. Ab 1952 begannen Kunstkritiker ihr Werk voll zu würdigen. Ausgewählte Werke wurden in der Galleria dello Zodiaco in Rom ausgestellt. 1956 reiste sie nach China, wo sie in Peking zusammen mit Aligi Sassu, Agenore Fabbri, Giulio Turcato und anderen ihre Werke ausstellte. Es folgten Ausstellungen in Europa, Asien und Amerika. Bei der 8. Rome Quadriennale, 1959 bis 1960, die sich explizit der Scuola Romana widmete, wurden ihre Werke der Öffentlichkeit präsentiert, wodurch sie zu einem der berühmtesten Mitglieder der Schule wurde.

## Würdigung
Aufgrund ihrer freiheitlichen und offenen Persönlichkeit und ihrer vielfältigen kulturellen Herkunft brachte Raphaël in Römischen Kreisen einen unkonventionellen Internationalismus. In den Jahren in der Via Cavour produzierte sie Porträts und Landschaftsbilder, die durch eine formale Vereinfachung gekennzeichnet waren und die kompositorische Deformationen zwischen Naïven und Chagall-artigen Traumfantasien enthalten. Ab 1932 nahmen ihre Skulpturen zunehmend naturalistische Formen an mit symbolischen und monumentalen Emphasen, die an östliche Kulturen erinnern.

## Film
- Io non sono un altro – l’arte di Mario Mafai (I Am Not the Other – The Art of Mario Mafai). Regie: Giorgio Cappozzo. DVD. Studio Angeletti & Scuola Romana Archive, 2005.